# Gabriel Gómez (football, 1959)
Pour les articles homonymes, voir Gómez.
Gabriel Gómez, né le 8 décembre 1959 à Medellín (Colombie), est un footballeur colombien, qui évoluait au poste de milieu de terrain à l'Atlético Nacional, au Millonarios et à l'Independiente Medellín ainsi qu'en équipe de Colombie.
Gómez marque deux buts lors de ses quarante-neuf sélections avec l'équipe de Colombie entre 1985 et 1995. Il participe à la coupe du monde de football en 1990 et 1994 et à la Copa América en 1987, 1989, et 1993 avec la Colombie.

## Carrière
- 1981-1986 : Atlético Nacional
- 1987-1988 : Millonarios
- 1989-1990 : Independiente Medellín
- 1991-1994 : Atlético Nacional
- 1995 : Independiente Medellín  [1]

## Palmarès

### En équipe nationale
- 49 sélections et 2 buts avec l'équipe de Colombie entre 1988 et 1995.
- Huitième-de-finaliste de la coupe du monde 1990.
- Troisième de la Copa América 1987, et de la Copa América 1993.
- Participe au premier tour de la coupe du monde 1994.
- Participe au premier tour de la Copa América 1989.

### Avec l'Atlético Nacional
- Vainqueur du Championnat de Colombie de football en 1981, 1991 et 1994.

### Avec Millonarios
- Vainqueur du Championnat de Colombie de football en 1988.